# Scartelaos
Scartelaos és un gènere de peixos de la família dels gòbids i de l'ordre dels perciformes.

## Taxonomia
- Scartelaos cantoris (Day, 1871)[2]
- Scartelaos gigas (Chu & Wu, 1963)[3]
- Scartelaos histophorus (Valenciennes, 1837)[4]
- Scartelaos tenuis (Day, 1876)[5][6][7][8][9][10][11]